# サーベイボックス
株式会社サーベイボックス (英語: SurveyBox Inc.) は、東京都新宿区に本社を置き、仮想労働市場の最適化技術を用いたサービスの企画・開発・運営を行う日本の企業である。

## 概要
2017年8月28日に、早稲田大学社会科学部在学中の小林武尊が設立する。同社の独自技術である仮想労働市場の最適化技術を用いて、様々なサービスを展開している。

## 沿革
- 2017年 - 株式会社サーベイボックス設立
- 2018年 - 資本金を557万円に増資
  - 訪日外国人向けガイドマッチングアプリ「WappinGuide」のリリースが決定[2]
- 2020年 - クリエイター専用スキルシェアアプリ「ワッピンギルド」をリリース。

## 主なサービス
- ワッピンガイド
- 東京忍者ガイド
- ワッピンエキスポ[3]
- ワッピンギルド